# Cerro Culiacán
Cerro Culiacán är ett berg i Mexiko.   Det ligger i kommunen Salvatierra och delstaten Guanajuato, i den centrala delen av landet, 220 km nordväst om huvudstaden Mexico City. Toppen på Cerro Culiacán är 2 850 meter över havet.
Terrängen runt Cerro Culiacán är huvudsakligen kuperad. Cerro Culiacán är den högsta punkten i trakten. Runt Cerro Culiacán är det ganska tätbefolkat, med 172 invånare per kvadratkilometer. Närmaste större samhälle är Cortazar, 15,7 km norr om Cerro Culiacán. Trakten runt Cerro Culiacán består till största delen av jordbruksmark.